# 紐卡索國際體育中心
紐卡索國際體育中心（英語：Newcastle International Sports Centre），現時因贊助原因稱為麥當勞瓊斯體育場（McDonald Jones Stadium），是一座位於澳洲紐卡索的綜合性體育場。本體育場為紐卡索騎士和紐卡索噴射機足球俱樂部的主場。它由新南威爾士州政府擁有，並由新南威爾士場地管理局管理。由於過去的贊助協議，該場地曾被稱為馬拉松體育場（Marathon Stadium）、能源澳大利亞體育場（EnergyAustralia Stadium）、Ausgrid體育場（Ausgrid Stadium）和亨特體育場（Hunter Stadium）。在進行亞洲足協比賽期間，由於贊助衝突，紐卡素國際體育中心也被稱為紐卡素體育場（Newcastle Stadium）。

## 足球
在全國足球聯賽（National Soccer League）比賽期間，有三個俱樂部在這個體育場進行主場比賽。它們分別是紐卡素KB聯合（Newcastle KB United，1978–84）；紐卡素玫瑰聯（Newcastle Rosebud United，1984–86）和紐卡素聯（Newcastle United，2000–04），全國足球聯賽於2004年解散。2005年，新成立的澳大利亞職業足球聯賽開始運作，成員之一纽卡斯尔喷气机足球俱乐部自那時起一直在這個場地比賽。
該體育場還舉辦2015年亞足聯亞洲盃小組賽的兩場比賽，以及澳大利亞與阿聯酋之間的半決賽和阿聯酋與伊拉克之間的季軍賽。2017年2月，宣布全國高級聯賽北部新南威爾士州（National Premier Leagues Northern NSW）總決賽將於當年9月在該場地舉行。在埃奇沃思老鷹（Edgeworth Eagles）與林頓加法斯足球會（Lambton Jaffas）的總決賽中，有4174名觀眾在場觀看林頓加法斯以2-0的比分在加時擊敗老鷹奪得冠軍。2018年澳職聯總決賽於該場地舉行，由紐卡素噴射機和墨爾本勝利於2018年5月5日進行。

## 外部連結
- 官方網站 （页面存档备份，存于）
- 紐卡索國際體育中心 at Austadiums